# Рар (мифология)
Рар (др.-греч. Ῥάρος) — персонаж древнегреческой мифологии. Связан с элевсинскими мистериями. По трагедии Херила «Алопа», дочь Амфиктиона родила Рару Триптолема.
- Рарийское поле[англ.][2] в Элевсине было первым засеяно[3]. В Рарии Триптолем собрал урожай[4]. См. Гимны Гомера V 450—456